# Wereldkampioenschap voetbal 1998 (kwalificatie CAF)

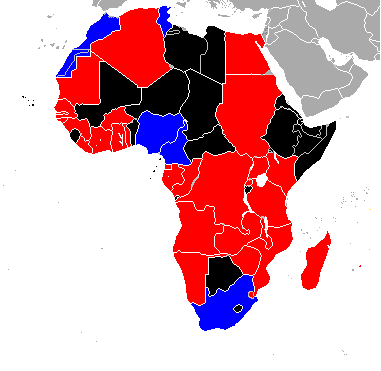
Result:
Landen die zich hebben gekwalificeerd voor het WK 1998
Landen die wel hebben deelgenomen aan de kwalificatie, maar niet geplaatst voor het WK 1998
Landen die niet hebben deelgenomen aan de WK kwalificatie.

38 teams schreven zich in voor de kwalificatie van het wereldkampioenschap voetbal 1998, maar Mali en Niger trokken zich voor de loting terug. De CAF kreeg 5 plaatsen op het WK.

## Opzet
Er waren 2 ronden, Kameroen, Nigeria, Marokko en Egypte kregen een vrijstelling voor de eerste ronde.
- Eerste ronde: de 32 teams speelden in de knock-outfase en de winnaars gaan naar de tweede ronde.
- Finaleronde: de 20 teams werden in 5 groepen van 4 verdeeld, de groepswinnaars kwalificeren zich.

## Gekwalificeerde landen
| FIFA-lid    | Kwalificatie    | Kwal. datum      | Aantal dln. (incl. 1998) | Eerste dln. | Laatste dln. | Dln. op rij | Titels (excl. 1998) | Beste prestatie |
| ----------- | --------------- | ---------------- | ------------------------ | ----------- | ------------ | ----------- | ------------------- | --------------- |
| Nigeria     | Winnaar Groep 1 | 7 juni 1997      | 2e                       | 2           | 1994         | 1994        | 0                   | Achtste finale  |
| Tunesië     | Winnaar Groep 2 | 8 juni 1997      | 2e                       | 1           | 1978         | 1978        | 0                   | Groepsfase      |
| Zuid-Afrika | Winnaar Groep 3 | 16 augustus 1997 | 1e                       | 1           | 1998         | n.v.t.      | n.v.t.              | n.v.t.          |
| Kameroen    | Winnaar Groep 4 | 17 augustus 1997 | 4e                       | 3           | 1982         | 1994        | 0                   | Kwartfinale     |
| Marokko     | Winnaar Groep 5 | 8 juni 1997      | 4e                       | 2           | 1970         | 1994        | 0                   | Achtste finale  |

## Eerste ronde
In vergelijking met het WK in 1998 konden nu 20 ploegen zich plaatsen voor de tweede ronde, vorig WK slechts negen. Drie van deze teams werden uitgeschakeld, de grootste verrassing was de uitschakeling van Ivoorkust, het verloor met 2-0 van Congo en kon die achterstand in de thuiswedstrijd niet goedmaken: 1-1. Senegal en Algerije waren de andere afvallers in vergelijking met vorig WK. Zambia, het team dat opnieuw moest worden opgebouwd na de Zambiaanse vliegramp van 1993, overleefde maar net deze ronde: na een 2-0 nederlaag tegen Soedan scoorde het team pas een kwartier voor tijd de winnende treffer: 3-0. Ook Ghana overleefde de eerste ronde maar ternauwernood ten koste van Tanzania. Na een doelpuntloos gelijkspel in Dar Es Salaam bleef het lang 1-1 in Accra, maar scoorde de bij Grasshoppers Zürich spelende Augustine in 81e minuut het verlossende doelpunt: 2-1. Na deze ontsnapping werd de Nederlandse oud-international Rinus Israël aangesteld als trainer.
|                   |            |       |              |                                                                            |
| 31 mei 1996 17:00 | Mauritanië | 0 – 0 | Burkina Faso | Nouakchott Toeschouwers: 15.000 Scheidsrechter: Alhagi Ibrahima Faye (TOG) |
| 31 mei 1996 17:00 |            |       |              | Nouakchott Toeschouwers: 15.000 Scheidsrechter: Alhagi Ibrahima Faye (TOG) |

|                    |                          |       |            |                                                                                           |
| 16 juni 1996 16:00 | Burkina Faso             | 2 – 0 | Mauritanië | Stade du 4-Août, Ouagadougou Toeschouwers: 13.000 Scheidsrechter: Sylvain Abikanlou (BEN) |
| 16 juni 1996 16:00 | Ouédraogo 44' Traore 81' |       |            | Stade du 4-Août, Ouagadougou Toeschouwers: 13.000 Scheidsrechter: Sylvain Abikanlou (BEN) |

Burkina Faso won met 2–0 over twee wedstrijden en plaatst zich voor finaleronde.
|                   |                        |       |            |                                                                                                |
| 1 juni 1996 15:00 | Namibië                | 2 – 0 | Mozambique | Independence Stadium, Windhoek Toeschouwers: 5.000 Scheidsrechter: Antonio Augusto Silva (ANG) |
| 1 juni 1996 15:00 | Hoeseb 28' Ortmann 80' |       |            | Independence Stadium, Windhoek Toeschouwers: 5.000 Scheidsrechter: Antonio Augusto Silva (ANG) |

|                    |            |       |          |                                                                                           |
| 16 juni 1996 14:30 | Mozambique | 1 – 1 | Namibië  | Estádio da Machava, Maputo Toeschouwers: 20.000 Scheidsrechter: Milson Bahirah Jaky (MAD) |
| 16 juni 1996 14:30 | Macamo 25' |       | Khob 84' | Estádio da Machava, Maputo Toeschouwers: 20.000 Scheidsrechter: Milson Bahirah Jaky (MAD) |

Namibië won met 3–1 over twee wedstrijden en plaatst zich voor finaleronde.
|                   |        |             |             |                                                                                      |
| 1 juni 1996 15:00 | Malawi | 0 – 1       | Zuid-Afrika | Chichiristadion, Blantyre Toeschouwers: 55.000 Scheidsrechter: Charles Masembe (UGA) |
| 1 juni 1996 15:00 |        | Tinkler 21' |             | Chichiristadion, Blantyre Toeschouwers: 55.000 Scheidsrechter: Charles Masembe (UGA) |

|                    |                           |       |        |                                                                                               |
| 15 juni 1996 15:00 | Zuid-Afrika               | 3 – 0 | Malawi | FNB Stadium, Johannesburg Toeschouwers: 30.000 Scheidsrechter: Edwin Mmonwagotlhe Senai (BOT) |
| 15 juni 1996 15:00 | Bartlett 4', 42' Fish 38' |       |        | FNB Stadium, Johannesburg Toeschouwers: 30.000 Scheidsrechter: Edwin Mmonwagotlhe Senai (BOT) |

Zuid-Afrika won met 4–0 over twee wedstrijden en plaatst zich voor finaleronde.
|                   |         |                                       |        |                                                                                             |
| 1 juni 1996 16:30 | Oeganda | 0 – 2                                 | Angola | Nakivubo Stadium, Kampala Toeschouwers: 12.000 Scheidsrechter: Isaack Omar Abdulkadir (TAN) |
| 1 juni 1996 16:30 |         | Da Silva 35' (pen.) Paulão 60' (pen.) |        | Nakivubo Stadium, Kampala Toeschouwers: 12.000 Scheidsrechter: Isaack Omar Abdulkadir (TAN) |

|                    |                               |       |                  |                                                                                         |
| 16 juni 1996 15:30 | Angola                        | 3 – 1 | Oeganda          | Estádio da Cidadela, Luanda Toeschouwers: 30.000 Scheidsrechter: Goshen Hatimbula (ZAM) |
| 16 juni 1996 15:30 | Paulão 1', 58' Paulo Silva 7' |       | Robert Kizito 3' | Estádio da Cidadela, Luanda Toeschouwers: 30.000 Scheidsrechter: Goshen Hatimbula (ZAM) |

Angola won met 5–1 over twee wedstrijden en plaatst zich voor finaleronde.
|                   |                                |       |                 |                                                                                        |
| 1 juni 1996 16:30 | Guinee-Bissau                  | 3 – 2 | Guinee          | Estádio 24 de Setembro, Bissau Toeschouwers: 15.000 Scheidsrechter: Falla N'Doye (SEN) |
| 1 juni 1996 16:30 | Tavares 11', 36' Co 60' (pen.) |       | Camara 53', 54' | Estádio 24 de Setembro, Bissau Toeschouwers: 15.000 Scheidsrechter: Falla N'Doye (SEN) |

|                    |                              |       |               |                                                                                          |
| 16 juni 1996 16:30 | Guinee                       | 3 – 1 | Guinee-Bissau | Stade du 28 Septembre, Conakry Toeschouwers: 15.000 Scheidsrechter: Moussa Kanoute (MLI) |
| 16 juni 1996 16:30 | Soumah 33', 59' Bangoura 61' |       | Co 47'        | Stade du 28 Septembre, Conakry Toeschouwers: 15.000 Scheidsrechter: Moussa Kanoute (MLI) |

Guinee won met 5–4 over twee wedstrijden en plaatst zich voor finaleronde.
|                   |                            |       |                   |                                                                    |
| 1 juni 1996 17:00 | Gambia                     | 2 – 1 | Liberia           | Independence Stadium, Bakau Scheidsrechter: Mamadouba Camara (GUI) |
| 1 juni 1996 17:00 | Corr 18' (pen.) Sillah 58' |       | Debbah 35' (pen.) | Independence Stadium, Bakau Scheidsrechter: Mamadouba Camara (GUI) |

|                    |                                          |       |        |                                                                                     |
| 23 juni 1996 17:00 | Liberia                                  | 4 – 0 | Gambia | Accra Sports Stadium, Accra Toeschouwers: 7.609 Scheidsrechter: Samuel Kamara (SLE) |
| 23 juni 1996 17:00 | Clarke 25' Weah 79' Makor 87' Debbah 90' |       |        | Accra Sports Stadium, Accra Toeschouwers: 7.609 Scheidsrechter: Samuel Kamara (SLE) |

Liberia won met 5–2 over twee wedstrijden en plaatst zich voor finaleronde.
|                   |           |             |       | |
| 2 juni 1996 15:30 | Swaziland | 0 – 1       | Gabon | Somhlolo National Stadium, Lobamba Toeschouwers: 10.000 Scheidsrechter: Feliz Onias Tangawarima (MOZ) |
| 2 juni 1996 15:30 |           | Ogandaga 5' |       | Somhlolo National Stadium, Lobamba Toeschouwers: 10.000 Scheidsrechter: Feliz Onias Tangawarima (MOZ) |

|                    |                         |       |           |                                                                                    |
| 16 juni 1996 16:00 | Gabon                   | 2 – 0 | Swaziland | Stade Omar Bongo, Libreville Toeschouwers: 11.625 Scheidsrechter: Omer Yengo (CGO) |
| 16 juni 1996 16:00 | Mackaya 28' Ngoukou 56' |       |           | Stade Omar Bongo, Libreville Toeschouwers: 11.625 Scheidsrechter: Omer Yengo (CGO) |

Gabon won met 3–0 over twee wedstrijden en plaatst zich voor finaleronde.
|                   |           |       |              | |
| 2 juni 1996 15:00 | Burundi   | 1 – 0 | Sierra Leone | Prince Louis Rwagasore Stadium, Bujumbura Toeschouwers: 6.000 Scheidsrechter: Ahmed Salih Salah (SUD) |
| 2 juni 1996 15:00 | Wambo 85' |       |              | Prince Louis Rwagasore Stadium, Bujumbura Toeschouwers: 6.000 Scheidsrechter: Ahmed Salih Salah (SUD) |

|                    |              |           |     |                                                                                                 |
| 16 juni 1996 16:30 | Sierra Leone | 0 – 1     | BDI | National Stadium, Freetown Toeschouwers: 40.000 Scheidsrechter: Olufemi Orimison Olaniyan (NGR) |
| 16 juni 1996 16:30 |              | Mbuyi 30' |     | National Stadium, Freetown Toeschouwers: 40.000 Scheidsrechter: Olufemi Orimison Olaniyan (NGR) |

Burundi won met 2–0 over twee wedstrijden, maar trok zich terug, daardoor plaatste Sierra Leone zich voor finaleronde.
|                   |                 |       |                       |                                                                       |
| 2 juni 1996 15:00 | Madagaskar      | 1 – 2 | Zimbabwe              | Antananarivo Toeschouwers: 30.000 Scheidsrechter: Lim Kee Chong (MRI) |
| 2 juni 1996 15:00 | Raoelijaona 85' |       | Sawu 79' Takawira 89' | Antananarivo Toeschouwers: 30.000 Scheidsrechter: Lim Kee Chong (MRI) |

|                    |                            |       |                               |                                                                                       |
| 16 juni 1996 15:00 | Zimbabwe                   | 2 – 2 | Madagaskar                    | National Sports Stadium, Harare Toeschouwers: 36.885 Scheidsrechter: Ian McLeod (RSA) |
| 16 juni 1996 15:00 | Zviripayi 52' Takawira 69' |       | Ratoanaivo 23' Rasoanaivo 67' | National Sports Stadium, Harare Toeschouwers: 36.885 Scheidsrechter: Ian McLeod (RSA) |

Zimbabwe won met 4–3 over twee wedstrijden en plaatst zich voor finaleronde.
|                   |                       |       |           |                                                                                                |
| 2 juni 1996 15:30 | Congo-Brazzaville     | 2 – 0 | Ivoorkust | Stade Alphonse Massemba-Débat, Brazzaville Toeschouwers: 6.000 Scheidsrechter: Aka Amuam (CMR) |
| 2 juni 1996 15:30 | Niere 42' Miyamou 89' |       |           | Stade Alphonse Massemba-Débat, Brazzaville Toeschouwers: 6.000 Scheidsrechter: Aka Amuam (CMR) |

|                    |           |       |                   | |
| 16 juni 1996 15:30 | Ivoorkust | 1 – 1 | Congo-Brazzaville | Stade Félix Houphouët-Boigny, Abidjan Toeschouwers: 20.000 Scheidsrechter: Gamal Al-Ghandour (EGY) |
| 16 juni 1996 15:30 | Dao 29'   |       | Imboula 85'       | Stade Félix Houphouët-Boigny, Abidjan Toeschouwers: 20.000 Scheidsrechter: Gamal Al-Ghandour (EGY) |

Congo won 3 – 1 over twee wedstrijden en plaatst zich voor finaleronde.
|                   |            |       |                                                         |                                                                                 |
| 2 juni 1996 15:00 | Mauritius  | 1 – 5 | Zaïre                                                   | Stade Anjalay, Port Louis Toeschouwers: 2.448 Scheidsrechter: Eric Hubert (REU) |
| 2 juni 1996 15:00 | Mocude 64' |       | Emeka 1' Ngonge 15' Tondelva 60' Elonga-Ekakia 77', 82' | Stade Anjalay, Port Louis Toeschouwers: 2.448 Scheidsrechter: Eric Hubert (REU) |

|                    |                         |       |           |                                                                                          |
| 16 juni 1996 15:30 | Zaïre                   | 2 – 0 | Mauritius | Stade Kamanyola, Kinshasa Toeschouwers: 80.000 Scheidsrechter: Jean-Fidèle Diramba (GAB) |
| 16 juni 1996 15:30 | Ngonge 45' Tondelva 90' |       |           | Stade Kamanyola, Kinshasa Toeschouwers: 80.000 Scheidsrechter: Jean-Fidèle Diramba (GAB) |

Zaïre won met 7–1 over twee wedstrijden en plaatst zich voor finaleronde.
|                   |             |       |                                         | |
| 2 juni 1996 15:30 | Rwanda      | 1 – 3 | Tunesië                                 | Stade Régional Nyamirambo, Kigali Toeschouwers: 8.000 Scheidsrechter: Bisingu-Wabelo Buenkadila (ZAI) |
| 2 juni 1996 15:30 | Mupenzi 48' |       | Sellimi 43' (pen.), 47' Ben Slimane 60' | Stade Régional Nyamirambo, Kigali Toeschouwers: 8.000 Scheidsrechter: Bisingu-Wabelo Buenkadila (ZAI) |

|                    |                                  |       |        |                                                                                    |
| 16 juni 1996 17:00 | Tunesië                          | 2 – 0 | Rwanda | Stade El Menzah, Tunis Toeschouwers: 18.000 Scheidsrechter: Mohamed Kouradji (ALG) |
| 16 juni 1996 17:00 | Berkhissa 17' Sellimi 46' (pen.) |       |        | Stade El Menzah, Tunis Toeschouwers: 18.000 Scheidsrechter: Mohamed Kouradji (ALG) |

Tunesië won met 5–1 over twee wedstrijden en plaatst zich voor finaleronde.
|                   |                                          |       |              |                                                                                                 |
| 2 juni 1996 16:00 | Kenia                                    | 3 – 1 | Algerije     | Moi International Sports Centre, Nairobi Toeschouwers: 30.000 Scheidsrechter: Kine Tebebu (ETH) |
| 2 juni 1996 16:00 | Kwarula 58' Motego 63' (pen.) Otieno 87' |       | Zerrouki 78' | Moi International Sports Centre, Nairobi Toeschouwers: 30.000 Scheidsrechter: Kine Tebebu (ETH) |

|                    |              |       |       |                                                                                      |
| 14 juni 1996 17:00 | Algerije     | 1 – 0 | Kenia | Stade 5 Juillet 1962, Algiers Toeschouwers: 25.000 Scheidsrechter: Sahli Ferid (TUN) |
| 14 juni 1996 17:00 | Tasfaout 81' |       |       | Stade 5 Juillet 1962, Algiers Toeschouwers: 25.000 Scheidsrechter: Sahli Ferid (TUN) |

Kenia won met 3–2 over twee wedstrijden en plaatst zich voor finaleronde.
|                   |                            |       |            |                                                                                   |
| 2 juni 1996 16:00 | Togo                       | 2 – 1 | Senegal    | Stade de Kégué, Lomé Toeschouwers: 20.000 Scheidsrechter: Emmanuel Okoampah (GHA) |
| 2 juni 1996 16:00 | Oyawolé 31' Noutsoudje 88' |       | Traoré 80' | Stade de Kégué, Lomé Toeschouwers: 20.000 Scheidsrechter: Emmanuel Okoampah (GHA) |

|                    |            |       |            |                                                                                         |
| 16 juni 1996 16:30 | Senegal    | 1 – 1 | Togo       | Stade Leopold Senghor, Dakar Toeschouwers: 15.000 Scheidsrechter: Lassana Gassama (MTN) |
| 16 juni 1996 16:30 | Diallo 30' |       | Gnavor 85' | Stade Leopold Senghor, Dakar Toeschouwers: 15.000 Scheidsrechter: Lassana Gassama (MTN) |

Togo won met 3–2 over twee wedstrijden en plaatst zich voor finaleronde.
|                   |                           |       |        |                                                                                          |
| 1 juni 1996 19:00 | Soedan                    | 2 – 0 | Zambia | Al-Hilal Stadium, Khartoum Toeschouwers: 11.983 Scheidsrechter: Martin Omondi Bita (KEN) |
| 1 juni 1996 19:00 | El Mustafa 12' Madani 52' |       |        | Al-Hilal Stadium, Khartoum Toeschouwers: 11.983 Scheidsrechter: Martin Omondi Bita (KEN) |

|                    |                               |       |        |                                                                                        |
| 16 juni 1996 15:00 | Zambia                        | 3 – 0 | Soedan | Independence Stadium, Lusaka Toeschouwers: 19.000 Scheidsrechter: Wallace Mabuza (SWZ) |
| 16 juni 1996 15:00 | Lota 13' Mutale 35' Tembo 76' |       |        | Independence Stadium, Lusaka Toeschouwers: 19.000 Scheidsrechter: Wallace Mabuza (SWZ) |

Zambia won met 3–2 over twee wedstrijden en plaatst zich voor finaleronde.
|                   |          |       |       |                                                                                                 |
| 8 juni 1996 16:00 | Tanzania | 0 – 0 | Ghana | National Stadium, Dar es Salaam Toeschouwers: 15.000 Scheidsrechter: Charles Baku Ndukize (BDI) |
| 8 juni 1996 16:00 |          |       |       | National Stadium, Dar es Salaam Toeschouwers: 15.000 Scheidsrechter: Charles Baku Ndukize (BDI) |

|                    |                           |       |           |                                                                                             |
| 17 juni 1996 15:00 | Ghana                     | 2 – 1 | Tanzania  | Kumasi Sports Stadium, Kumasi Toeschouwers: 45.000 Scheidsrechter: Lucien Bouchardeau (NIG) |
| 17 juni 1996 15:00 | Johnson 70' Augustine 81' |       | Daima 71' | Kumasi Sports Stadium, Kumasi Toeschouwers: 45.000 Scheidsrechter: Lucien Bouchardeau (NIG) |

Ghana won met 2–1 over twee wedstrijden en plaatst zich voor finaleronde.

## Finaleronde
Legenda

### Groep 1
Na een onbevredigend WK, waarin Nigeria in de achtste finales werd uitgeschakeld, boekte het land een groot succes op de Olympische spelen van Atalanta. In een kwalitatief sterk toernooi won het land de gouden medaille ten koste van Brazilië en Argentinië, die aantraden met spelers als Ronaldo en Hernán Crespo. Meest opvallende speler bij Nigeria was de Ajax-speler Nwankwo Kanu, die met zijn onnavolgbare acties en doelpunten een contract verdiende bij Inter Milan. Echter, bij de medische keuring werd een hartafwijking geconstateerd en hij kon een jaar niet spelen.
Ook zonder Kanu had Nigeria een verzameling unieke voetballers zoals de bij Beşiktaş voetballende Daniel Amokachi, hij scoorde twee keer in de thuiswedstrijden tegen Guinee en Kenia. De wedstrijden in Kenia waren achteraf beslissend, Nigeria speelde daar gelijk, terwijl Guinee verloor. Na de succesvolle Olympische Spelen werd de Nederlander Jo Bonfrère verrassend ontslagen, twee bondscoaches deden de kwalificatie, de ervaren Philippe Troussier loodste "the Supereagles" door de kwalificatie. Men had ondanks de kwalificatie weinig vertrouwen in Troussier en de Serviër Bora Milutinović verving hem, het werd Bora zijn vierde achtereenvolgende WK en hij werd de vierde bondscoach van Nigeria in anderhalf jaar.
| Pos | Land         | Wed | Win | Gel | Ver | DV | DT | +/- | Pnt |
| --- | ------------ | --- | --- | --- | --- | -- | -- | --- | --- |
| 1   | Nigeria      | 6   | 4   | 1   | 1   | 10 | 4  | +6  | 13  |
| 2   | Guinee       | 6   | 4   | 0   | 2   | 10 | 5  | +5  | 12  |
| 3   | Kenia        | 6   | 3   | 1   | 2   | 11 | 12 | –1  | 10  |
| 4   | Burkina Faso | 6   | 0   | 0   | 6   | 7  | 17 | –10 | 0   |

|                       |                   |       |              |                                                                                |
| 9 november 1996 16:00 | Nigeria           | 2 – 0 | Burkina Faso | Nationaal Stadion, Lagos Toeschouwers: 55.000 Scheidsrechter: Omer Yengo (CGO) |
| 9 november 1996 16:00 | Amokachi 46', 77' |       |              | Nationaal Stadion, Lagos Toeschouwers: 55.000 Scheidsrechter: Omer Yengo (CGO) |

|                        |                                        |       |           |                                                                                            |
| 10 november 1996 16:30 | Guinee                                 | 3 – 1 | Kenia     | Stade du 28 Septembre, Conakry Toeschouwers: 30.000 Scheidsrechter: Mohamed Kouradji (ALG) |
| 10 november 1996 16:30 | T. Camara 17' F. Camara 34' Soumah 82' |       | Okoth 12' | Stade du 28 Septembre, Conakry Toeschouwers: 30.000 Scheidsrechter: Mohamed Kouradji (ALG) |

|                       |            |       |               | |
| 12 januari 1997 16:00 | Kenia      | 1 – 1 | Nigeria       | Moi International Sports Centre, Nairobi Toeschouwers: 60.000 Scheidsrechter: Abdul Rahman Al-Zaid (KSA) |
| 12 januari 1997 16:00 | Simiyu 22' |       | Akpoborie 48' | Moi International Sports Centre, Nairobi Toeschouwers: 60.000 Scheidsrechter: Abdul Rahman Al-Zaid (KSA) |

|                       |              |                       |        |                                                                                    |
| 12 januari 1997 15:30 | Burkina Faso | 0 – 2                 | Guinee | Stade du 4-Août, Ouagadougou Toeschouwers: 28.000 Scheidsrechter: Zeli Sinko (CIV) |
| 12 januari 1997 15:30 |              | Oulare 17' Soumah 44' |        | Stade du 4-Août, Ouagadougou Toeschouwers: 28.000 Scheidsrechter: Zeli Sinko (CIV) |

|                    |                   |       |               |                                                                                  |
| 5 april 1997 16:00 | Nigeria           | 2 – 1 | Guinee        | Nationaal Stadion, Lagos Toeschouwers: 40.000 Scheidsrechter: Said Belqola (MAR) |
| 5 april 1997 16:00 | Amokachi 66', 67' |       | T. Camara 87' | Nationaal Stadion, Lagos Toeschouwers: 40.000 Scheidsrechter: Said Belqola (MAR) |

|                    |                          |       |                                 |                                                                                                 |
| 6 april 1997 16:00 | Kenia                    | 4 – 3 | Burkina Faso                    | Moi International Sports Centre, Nairobi Toeschouwers: 35.000 Scheidsrechter: Sahli Ferid (TUN) |
| 6 april 1997 16:00 | Okoth 55', 70', 75', 87' |       | Zongo 12', 70' Sanou 42' (pen.) | Moi International Sports Centre, Nairobi Toeschouwers: 35.000 Scheidsrechter: Sahli Ferid (TUN) |

|                     |              |       |                         |                                                                                     |
| 27 april 1997 16:00 | Burkina Faso | 1 – 2 | Nigeria                 | Stade du 4-Août, Ouagadougou Toeschouwers: 12.224 Scheidsrechter: Sahli Ferid (TUN) |
| 27 april 1997 16:00 | Zongo 76'    |       | Adepoju 42' Amunike 58' | Stade du 4-Août, Ouagadougou Toeschouwers: 12.224 Scheidsrechter: Sahli Ferid (TUN) |

|                     |           |       |        | |
| 27 april 1997 16:00 | Kenia     | 1 – 0 | Guinee | Moi International Sports Centre, Nairobi Toeschouwers: 50.000 Scheidsrechter: Charles Masembe (UGA) |
| 27 april 1997 16:00 | Otieno 3' |       |        | Moi International Sports Centre, Nairobi Toeschouwers: 50.000 Scheidsrechter: Charles Masembe (UGA) |

|                   |                                  |       |       |                                                                                   |
| 7 juni 1997 16:00 | Nigeria                          | 3 – 0 | Kenia | Nationaal Stadion, Lagos Toeschouwers: 25.000 Scheidsrechter: Lim Kee Chong (MRI) |
| 7 juni 1997 16:00 | Oliseh 13' Amunike 43' Oruma 83' |       |       | Nationaal Stadion, Lagos Toeschouwers: 25.000 Scheidsrechter: Lim Kee Chong (MRI) |

|                   |                                                 |       |              |                                                                                     |
| 8 juni 1997 16:00 | Guinee                                          | 3 – 1 | Burkina Faso | Stade du 28 Septembre, Conakry Toeschouwers: 7.000 Scheidsrechter: Omer Yengo (CGO) |
| 8 juni 1997 16:00 | F. Camara 9' (pen.) Balma 27' (e.d.) Oulare 54' |       | Zongo 8'     | Stade du 28 Septembre, Conakry Toeschouwers: 7.000 Scheidsrechter: Omer Yengo (CGO) |

|                        |                         |       |                                     |                                                                                         |
| 16 augustus 1997 16:00 | Burkina Faso            | 2 – 4 | Kenia                               | Stade Municipal, Bobo Dioulasso Toeschouwers: 10.000 Scheidsrechter: Coffi Codjia (BEN) |
| 16 augustus 1997 16:00 | Ma. Zongo 16' Sanou 80' |       | Simiyu 8' Were 44' Sunguti 70', 75' | Stade Municipal, Bobo Dioulasso Toeschouwers: 10.000 Scheidsrechter: Coffi Codjia (BEN) |

|                        |               |       |         |                                                                                        |
| 16 augustus 1997 16:30 | Guinee        | 1 – 0 | Nigeria | Stade du 28 Septembre, Conakry Toeschouwers: 25.000 Scheidsrechter: Alex Quartey (GHA) |
| 16 augustus 1997 16:30 | F. Camara 50' |       |         | Stade du 28 Septembre, Conakry Toeschouwers: 25.000 Scheidsrechter: Alex Quartey (GHA) |

### Groep 2
Het beloofde een spannende strijd te worden tussen Egypte en Tunesië, maar Egypte verspeelde al snel hun kansen door de eerste twee uitwedstrijden te verliezen: 1-0 tegen Tunesië was geen schande, maar een 1-0 nederlaag tegen Liberia vergooide de kansen van Egypte ernstig, omdat Tunesië geen misstappen maakte. Het doelpunt van Liberia werd gescoord door AC Milan-ster George Weah, die tweemaal achter elkaar gekozen tot beste speler van de wereld. Maar ook Weah kon het kleine land, dat ook nog geteisterd was door een burgeroorlog niet helpen, vooral een thuisnederlaag tegen Namibië was pijnlijk. Tunesië plaatste zich definitief voor het WK na een doelpuntloos gelijkspel tegen Egypte en plaatste zich voor de tweede keer voor het WK, de laatste keer was in 1978. Tunesië had geen sterren en moest het vooral van het collectief hebben.
| Pos | Land    | Wed | Win | Gel | Ver | DV | DT | +/- | Pnt |
| --- | ------- | --- | --- | --- | --- | -- | -- | --- | --- |
| 1   | Tunesië | 6   | 5   | 1   | 0   | 10 | 1  | +9  | 16  |
| 2   | Egypte  | 6   | 3   | 1   | 2   | 15 | 5  | +10 | 10  |
| 3   | Liberia | 6   | 1   | 1   | 4   | 2  | 10 | –8  | 4   |
| 4   | Namibië | 6   | 1   | 1   | 4   | 6  | 17 | –11 | 4   |

|                       |                                                                   |       |             |                                                                                            |
| 8 november 1996 15:15 | Egypte                                                            | 7 – 1 | Namibië     | Cairo International Stadium, Caïro Toeschouwers: 35.000 Scheidsrechter: Sidi Magassa (MLI) |
| 8 november 1996 15:15 | Maher 1', 15', 69' A. Hassan 11' I. Hassan 34' H. Hassan 72', 83' |       | Shivute 24' | Cairo International Stadium, Caïro Toeschouwers: 35.000 Scheidsrechter: Sidi Magassa (MLI) |

|                        |         |             |         |                                                                                            |
| 10 november 1996 15:00 | Liberia | 0 – 1       | Tunesië | Accra Sports Stadium, Accra Toeschouwers: 25.000 Scheidsrechter: Jean-Fidèle Diramba (GAB) |
| 10 november 1996 15:00 |         | Jelassi 87' |         | Accra Sports Stadium, Accra Toeschouwers: 25.000 Scheidsrechter: Jean-Fidèle Diramba (GAB) |

|                       |         |       |         |                                                                                            |
| 11 januari 1997 16:00 | Namibië | 0 – 0 | Liberia | Independence Stadium, Windhoek Toeschouwers: 12.000 Scheidsrechter: Petros Mathabela (RSA) |
| 11 januari 1997 16:00 |         |       |         | Independence Stadium, Windhoek Toeschouwers: 12.000 Scheidsrechter: Petros Mathabela (RSA) |

|                       |          |       |        |                                                                                   |
| 12 januari 1997 14:00 | Tunesië  | 1 – 0 | Egypte | Stade El Menzah, Tunis Toeschouwers: 35.000 Scheidsrechter: Masayoshi Okada (JPN) |
| 12 januari 1997 14:00 | Baya 10' |       |        | Stade El Menzah, Tunis Toeschouwers: 35.000 Scheidsrechter: Masayoshi Okada (JPN) |

|                    |          |       |        |                                                                                   |
| 6 april 1997 15:00 | Liberia  | 1 – 0 | Egypte | Accra Sports Stadium, Accra Toeschouwers: 15.000 Scheidsrechter: Zeli Sinko (CIV) |
| 6 april 1997 15:00 | Weah 29' |       |        | Accra Sports Stadium, Accra Toeschouwers: 15.000 Scheidsrechter: Zeli Sinko (CIV) |

|                    |           |       |                       |                                                                                       |
| 6 april 1997 15:00 | Namibië   | 1 – 2 | Tunesië               | Independence Stadium, Windhoek Toeschouwers: 25.000 Scheidsrechter: Milson Jaky (MAD) |
| 6 april 1997 15:00 | Ouseb 74' |       | Herichi 15' Badra 68' | Independence Stadium, Windhoek Toeschouwers: 25.000 Scheidsrechter: Milson Jaky (MAD) |

|                     |                             |       |                                        |                                                                                    |
| 26 april 1997 15:00 | Namibië                     | 2 – 3 | Egypte                                 | Independence Stadium, Windhoek Toeschouwers: 6.000 Scheidsrechter: Amuam Aka (CMR) |
| 26 april 1997 15:00 | Uutoni 62' Ouseb 87' (pen.) |       | H. Hassan 77', 89' Khashaba 79' (pen.) | Independence Stadium, Windhoek Toeschouwers: 6.000 Scheidsrechter: Amuam Aka (CMR) |

|                     |                       |       |         |                                                                                    |
| 27 april 1997 16:00 | Tunesië               | 2 – 0 | Liberia | Stade El Menzah, Tunis Toeschouwers: 40.000 Scheidsrechter: Mamadouba Camara (GUI) |
| 27 april 1997 16:00 | Sellimi 66' Badra 75' |       |         | Stade El Menzah, Tunis Toeschouwers: 40.000 Scheidsrechter: Mamadouba Camara (GUI) |

|                   |         |       |                          |                                                                                            |
| 8 juni 1997 15:00 | Liberia | 1 – 2 | Namibië                  | Accra Sports Stadium, Accra Toeschouwers: 11.960 Scheidsrechter: Jean-Fidèle Diramba (GAB) |
| 8 juni 1997 15:00 | Daye 5' |       | Shivute 35' Uri Khob 82' | Accra Sports Stadium, Accra Toeschouwers: 11.960 Scheidsrechter: Jean-Fidèle Diramba (GAB) |

|                   |        |       |         |                                                                                          |
| 8 juni 1997 20:15 | Egypte | 0 – 0 | Tunesië | Cairo International Stadium, Caïro Toeschouwers: 46.000 Scheidsrechter: Karim Daho (ALG) |
| 8 juni 1997 20:15 |        |       |         | Cairo International Stadium, Caïro Toeschouwers: 46.000 Scheidsrechter: Karim Daho (ALG) |

|                        |                                                               |       |         |                                                                                           |
| 17 augustus 1997 20:15 | Egypte                                                        | 5 – 0 | Liberia | Cairo International Stadium, Caïro Toeschouwers: 35.000 Scheidsrechter: Kine Tibebu (ETH) |
| 17 augustus 1997 20:15 | Khashaba 21' (pen.) Hanafy 24' Sabry 46' Kamouna 68' Emam 77' |       |         | Cairo International Stadium, Caïro Toeschouwers: 35.000 Scheidsrechter: Kine Tibebu (ETH) |

|                        |                                     |       |         |                                                                                             |
| 17 augustus 1997 19:45 | Tunesië                             | 4 – 0 | Namibië | Stade El Menzah, Tunis Toeschouwers: 15.000 Scheidsrechter: Salah Ahmed Mohamed Salih (SUD) |
| 17 augustus 1997 19:45 | Baya 19', 57' Souayah 31' Limam 70' |       |         | Stade El Menzah, Tunis Toeschouwers: 15.000 Scheidsrechter: Salah Ahmed Mohamed Salih (SUD) |

### Groep 3
Tijdens de kwalificatie woedde in Zaïre een burgeroorlog, waarbij dictator Mobuto werd verdreven door Kabila. Kabila besloot land weer Congo te noemen en de laatste twee wedstrijden van het team werden onder de nieuwe naam gespeeld. Veel maakte het niet uit, Democratische Republiek Congo stond met twee punten uit vier wedstrijden al troosteloos onderaan en zou de laatste twee wedstrijden verliezen.
Het andere Congo, Congo-Brazzaville presteerde wel goed, het had in de voorronde Ivoorkust uitgeschakeld en versloeg de Afrikaanse kampioen Zuid-Afrika met 2-0 dankzij knulligheden in de verdediging. De Zambiaanse routinier Kalusha vocht voor zijn laatste kans om een WK te halen, maar na een 3-0 nederlaag tegen Zuid-Afrika was Zambia kansloos. In de beslissende wedstrijd in Johannesburg hadden Congo-Brazzaville en Zuid-Afrika evenveel punten, maar door een slechter doelsaldo moesten de Congolezen opnieuw winnen. Voor 80.000 toeschouwers scoorde de voor de Zwitserse club Sankt-Gallen uitkomende Phil Masinga het beslissende doelpunt voor Zuid-Afrika met een daverende knal. Zuid-Afrika was jarenlang geboycot door het Apartheid-regime, was al Afrikaans kampioen geworden in eigen land en dit was een nieuw succes.
| Pos | Land                  | Wed | Win | Gel | Ver | DV | DT | +/- | Pnt |
| --- | --------------------- | --- | --- | --- | --- | -- | -- | --- | --- |
| 1   | Zuid-Afrika           | 6   | 4   | 1   | 1   | 7  | 3  | +4  | 13  |
| 2   | Congo-Brazzaville     | 6   | 3   | 1   | 2   | 5  | 5  | 0   | 10  |
| 3   | Zambia                | 6   | 2   | 2   | 2   | 7  | 6  | +1  | 8   |
| 4   | Zaïre/ Congo-Kinshasa | 6   | 0   | 2   | 4   | 4  | 9  | –5  | 2   |

|                       |             |       |       |                                                                                   |
| 9 november 1996 15:00 | Zuid-Afrika | 1 – 0 | Zaïre | FNB Stadium, Johannesburg Toeschouwers: 55.000 Scheidsrechter: Said Belqola (MAR) |
| 9 november 1996 15:00 | Masinga 67' |       |       | FNB Stadium, Johannesburg Toeschouwers: 55.000 Scheidsrechter: Said Belqola (MAR) |

|                        |                   |       |        |                                                                                          |
| 10 november 1996 16:30 | Congo-Brazzaville | 1 – 0 | Zambia | Stade Municipal, Pointe-Noire Toeschouwers: 40.000 Scheidsrechter: Charles Masembe (UGA) |
| 10 november 1996 16:30 | Niere 86'         |       |        | Stade Municipal, Pointe-Noire Toeschouwers: 40.000 Scheidsrechter: Charles Masembe (UGA) |

|                       |        |       |             |                                                                                        |
| 11 januari 1997 15:00 | Zambia | 0 – 0 | Zuid-Afrika | Independence Stadium, Lusaka Toeschouwers: 75.000 Scheidsrechter: Tajaddin Fares (SYR) |
| 11 januari 1997 15:00 |        |       |             | Independence Stadium, Lusaka Toeschouwers: 75.000 Scheidsrechter: Tajaddin Fares (SYR) |

|                       |           |       |                   |                                                                                         |
| 12 januari 1997 15:30 | Zaïre     | 1 – 1 | Congo-Brazzaville | Stade Kamanyola, Kinshasa Toeschouwers: 60.000 Scheidsrechter: Lucien Bouchardeau (NIG) |
| 12 januari 1997 15:30 | Lembi 13' |       | Bongo 4'          | Stade Kamanyola, Kinshasa Toeschouwers: 60.000 Scheidsrechter: Lucien Bouchardeau (NIG) |

|                    |                         |       |             |                                                                                       |
| 6 april 1997 15:30 | Congo-Brazzaville       | 2 – 0 | Zuid-Afrika | Stade Municipal, Pointe-Noire Toeschouwers: 38.000 Scheidsrechter: Sidi Magassa (MLI) |
| 6 april 1997 15:30 | Younga-Mouhani 60', 64' |       |             | Stade Municipal, Pointe-Noire Toeschouwers: 38.000 Scheidsrechter: Sidi Magassa (MLI) |

|                    |                          |       |                        |                                                                                          |
| 9 april 1997 15:00 | Zaïre                    | 2 – 2 | Zambia                 | National Sports Stadium, Harare Toeschouwers: 20.000 Scheidsrechter: Lim Kee Chong (MRI) |
| 9 april 1997 15:00 | N'tsunda 29' Bazamba 51' |       | Malitoli 22' Tembo 81' | National Sports Stadium, Harare Toeschouwers: 20.000 Scheidsrechter: Lim Kee Chong (MRI) |

|                     |           |       |                         |                                                                                 |
| 27 april 1997 15:30 | Zaïre     | 1 – 2 | Zuid-Afrika             | Stade de Kégué, Lomé Toeschouwers: 7.000 Scheidsrechter: Emmanuel Obafemi (NGR) |
| 27 april 1997 15:30 | Tumba 26' |       | Khumalo 21' Masinga 66' | Stade de Kégué, Lomé Toeschouwers: 7.000 Scheidsrechter: Emmanuel Obafemi (NGR) |

|                     |                              |       |                   |                                                                                      |
| 27 april 1997 15:00 | Zambia                       | 3 – 0 | Congo-Brazzaville | Independence Stadium, Lusaka Toeschouwers: 25.000 Scheidsrechter: Sidi Magassa (MLI) |
| 27 april 1997 15:00 | Lota 40' Miti 85' Bwalya 85' |       |                   | Independence Stadium, Lusaka Toeschouwers: 25.000 Scheidsrechter: Sidi Magassa (MLI) |

|                   |                    |       |                |                                                                                           |
| 8 juni 1997 15:30 | Congo-Brazzaville  | 1 – 0 | Congo-Kinshasa | Stade Municipal, Pointe-Noire Toeschouwers: 30.000 Scheidsrechter: Mamadouba Camara (GUI) |
| 8 juni 1997 15:30 | Younga-Mouhani 60' |       |                | Stade Municipal, Pointe-Noire Toeschouwers: 30.000 Scheidsrechter: Mamadouba Camara (GUI) |

|                   |                                      |       |        |                                                                                        |
| 8 juni 1997 15:00 | Zuid-Afrika                          | 3 – 0 | Zambia | FNB Stadium, Johannesburg Toeschouwers: 73.000 Scheidsrechter: Gamal Al-Ghandour (EGY) |
| 8 juni 1997 15:00 | Mkhalele 8' Masinga 17' Williams 54' |       |        | FNB Stadium, Johannesburg Toeschouwers: 73.000 Scheidsrechter: Gamal Al-Ghandour (EGY) |

|                        |             |       |                   |                                                                                      |
| 16 augustus 1997 15:30 | Zuid-Afrika | 1 – 0 | Congo-Brazzaville | FNB Stadium, Johannesburg Toeschouwers: 80.000 Scheidsrechter: Charles Masembe (UGA) |
| 16 augustus 1997 15:30 | Masinga 14' |       |                   | FNB Stadium, Johannesburg Toeschouwers: 80.000 Scheidsrechter: Charles Masembe (UGA) |

|                        |                   |       |                |                                                                                     |
| 16 augustus 1997 15:00 | Zambia            | 2 – 0 | Congo-Kinshasa | Independence Stadium, Lusaka Toeschouwers: 12.000 Scheidsrechter: Edwin Senai (BOT) |
| 16 augustus 1997 15:00 | Kamwandi 32', 56' |       |                | Independence Stadium, Lusaka Toeschouwers: 12.000 Scheidsrechter: Edwin Senai (BOT) |

### Groep 4
Kameroen had onverwacht concurrentie van Angola, de onderlinge wedstrijd in Yaoundé eindigde in een doelpuntloos gelijkspel. Voor de return in Luanda had Kameroen een voorsprong van twee punten en het hield deze voorsprong vast: 1-1. In de laatste speelronde voldeed een overwinning tegen Zimbabwe. Bij Zimbabwe speelde de bij FC Liverpool legendarisch geworden doelman Bruce Grobbelaar zijn laatste interland. Belangrijkste man bij Kameroen was de bij Paris St. Germain nauwelijks spelende Patrick Mboma, hij scoorde alle drie de doelpunten in de twee beslissende wedstrijden.
| Pos | Land     | Wed | Win | Gel | Ver | DV | DT | +/- | Pnt |
| --- | -------- | --- | --- | --- | --- | -- | -- | --- | --- |
| 1   | Kameroen | 6   | 4   | 2   | 0   | 10 | 4  | +6  | 14  |
| 2   | Angola   | 6   | 2   | 4   | 0   | 7  | 4  | +3  | 10  |
| 3   | Zimbabwe | 6   | 1   | 1   | 4   | 6  | 7  | –1  | 4   |
| 4   | Togo     | 6   | 1   | 1   | 4   | 6  | 14 | –8  | 4   |

|                        |                     |       |            |                                                                                          |
| 10 november 1996 15:30 | Angola              | 2 – 1 | Zimbabwe   | Estádio da Cidadela, Luanda Toeschouwers: 60.000 Scheidsrechter: Gamal Al-Ghandour (EGY) |
| 10 november 1996 15:30 | Akwá 43' Paulão 51' |       | Ndlovu 60' | Estádio da Cidadela, Luanda Toeschouwers: 60.000 Scheidsrechter: Gamal Al-Ghandour (EGY) |

|                        |                                 |       |                                      |                                                                               |
| 10 november 1996 16:00 | Togo                            | 2 – 4 | Kameroen                             | Stade de Kégué, Lomé Toeschouwers: 15.000 Scheidsrechter: Lim Kee Chong (MRI) |
| 10 november 1996 16:00 | Noutsoudje 50' Salou 83' (pen.) |       | Tchami 10', 24', 55' Missé-Missé 63' | Stade de Kégué, Lomé Toeschouwers: 15.000 Scheidsrechter: Lim Kee Chong (MRI) |

|                       |          |       |        |                                                                                       |
| 12 januari 1997 15:30 | Kameroen | 0 – 0 | Angola | Stade Ahmadou Ahidjo, Yaoundé Toeschouwers: 75.000 Scheidsrechter: Said Belqola (MAR) |
| 12 januari 1997 15:30 |          |       |        | Stade Ahmadou Ahidjo, Yaoundé Toeschouwers: 75.000 Scheidsrechter: Said Belqola (MAR) |

|                       |                                      |       |      |                                                                                       |
| 12 januari 1997 15:00 | Zimbabwe                             | 3 – 0 | Togo | National Sports Stadium, Harare Toeschouwers: 45.000 Scheidsrechter: Omer Yengo (CGO) |
| 12 januari 1997 15:00 | Chihuri 16' Takawira 21' (pen.), 49' |       |      | National Sports Stadium, Harare Toeschouwers: 45.000 Scheidsrechter: Omer Yengo (CGO) |

|                    |                               |       |             |                                                                                          |
| 6 april 1997 15:00 | Angola                        | 3 – 1 | Togo        | Estádio da Cidadela, Luanda Toeschouwers: 30.000 Scheidsrechter: Emmanuel Okoampah (GHA) |
| 6 april 1997 15:00 | Paulão 29' Akwá 45' Sousa 51' |       | Oyawolé 21' | Estádio da Cidadela, Luanda Toeschouwers: 30.000 Scheidsrechter: Emmanuel Okoampah (GHA) |

|                    |               |       |          |                                                                                              |
| 6 april 1997 15:30 | Kameroen      | 1 – 0 | Zimbabwe | Stade Ahmadou Ahidjo, Yaoundé Toeschouwers: 50.000 Scheidsrechter: Jean-Fidèle Diramba (GAB) |
| 6 april 1997 15:30 | Tchoutang 80' |       |          | Stade Ahmadou Ahidjo, Yaoundé Toeschouwers: 50.000 Scheidsrechter: Jean-Fidèle Diramba (GAB) |

|                     |                         |       |      |                                                                                             |
| 27 april 1997 15:30 | Kameroen                | 2 – 0 | Togo | Stade Ahmadou Ahidjo, Yaoundé Toeschouwers: 25.000 Scheidsrechter: Lucian Bouchardeau (NIG) |
| 27 april 1997 15:30 | Tchoutang 87' Mboma 90' |       |      | Stade Ahmadou Ahidjo, Yaoundé Toeschouwers: 25.000 Scheidsrechter: Lucian Bouchardeau (NIG) |

|                     |          |       |        |                                                                                       |
| 27 april 1997 15:00 | Zimbabwe | 0 – 0 | Angola | National Sports Stadium, Harare Toeschouwers: 47.257 Scheidsrechter: Ian McLeod (RSA) |
| 27 april 1997 15:00 |          |       |        | National Sports Stadium, Harare Toeschouwers: 47.257 Scheidsrechter: Ian McLeod (RSA) |

|                   |          |       |           |                                                                                        |
| 8 juni 1997 15:00 | Angola   | 1 – 1 | Kameroen  | Estádio da Cidadela, Luanda Toeschouwers: 60.000 Scheidsrechter: Charles Masembe (UGA) |
| 8 juni 1997 15:00 | Akwá 55' |       | Mboma 47' | Estádio da Cidadela, Luanda Toeschouwers: 60.000 Scheidsrechter: Charles Masembe (UGA) |

|                   |               |       |                     |                                                                            |
| 8 juni 1997 16:00 | Togo          | 2 – 1 | Zimbabwe            | Stade de Kégué, Lomé Toeschouwers: 10.000 Scheidsrechter: Zeli Sinko (CIV) |
| 8 juni 1997 16:00 | Salou 8', 21' |       | Takawira 65' (pen.) | Stade de Kégué, Lomé Toeschouwers: 10.000 Scheidsrechter: Zeli Sinko (CIV) |

|                        |            |       |               |                                                                             |
| 17 augustus 1997 14:00 | Togo       | 1 – 1 | Angola        | Stade de Kégué, Lomé Toeschouwers: 4.500 Scheidsrechter: Sidi Magassa (MLI) |
| 17 augustus 1997 14:00 | Ouadja 47' |       | Quinzinho 43' | Stade de Kégué, Lomé Toeschouwers: 4.500 Scheidsrechter: Sidi Magassa (MLI) |

|                        |           |       |                |                                                                                              |
| 17 augustus 1997 16:00 | Zimbabwe  | 1 – 2 | Kameroen       | National Sports Stadium, Harare Toeschouwers: 12.736 Scheidsrechter: Gamal Al-Ghandour (EGY) |
| 17 augustus 1997 16:00 | Dinha 82' |       | Mboma 50', 54' | National Sports Stadium, Harare Toeschouwers: 12.736 Scheidsrechter: Gamal Al-Ghandour (EGY) |

### Groep 5
De Nederlandse oud-international Rinus Israël werd na twee wedstrijden de coach van Ghana en moest zorgen voor het debuut van Ghana op een WK, maar ondanks de aanwezigheid van een internationale vedette als Abédi Pelé werd het opnieuw een sof. Voor de voorlaatste wedstrijd tegen Marokko had Ghana al een achterstand van vier punten en het land moest winnen om een kans te behouden. Marokko won echter door een doelpunt van Raghib en "IJzeren Rinus" kon weer terug naar huis. Marokko stond bekend als het meest Europese team van Afrika, speelde op de tegenaanval en had in Mustapha Hadji een gevaarlijke aanvaller.
| Pos | Land         | Wed | Win | Gel | Ver | DV | DT | +/- | Pnt |
| --- | ------------ | --- | --- | --- | --- | -- | -- | --- | --- |
| 1   | Marokko      | 6   | 5   | 1   | 0   | 14 | 2  | +12 | 16  |
| 2   | Sierra Leone | 5   | 2   | 1   | 2   | 4  | 6  | –2  | 7   |
| 3   | Ghana        | 6   | 1   | 3   | 2   | 7  | 7  | 0   | 6   |
| 4   | Gabon        | 5   | 0   | 1   | 4   | 1  | 11 | –10 | 1   |

|                       |                                        |       |              |                                                                                                   |
| 9 november 1996 18:00 | Marokko                                | 4 – 0 | Sierra Leone | Prince Moulay Abdellah Stadium, Rabat Toeschouwers: 25.000 Scheidsrechter: Olufemi Olaniyan (NGR) |
| 9 november 1996 18:00 | Hababi 16' Raghib 50', 55' Fertout 57' |       |              | Prince Moulay Abdellah Stadium, Rabat Toeschouwers: 25.000 Scheidsrechter: Olufemi Olaniyan (NGR) |

|                        |            |       |          |                                                                                    |
| 10 november 1996 16:00 | Gabon      | 1 – 1 | Ghana    | Stade Omar Bongo, Libreville Toeschouwers: 45.000 Scheidsrechter: Ian McLeod (RSA) |
| 10 november 1996 16:00 | Nguema 65' |       | Pele 66' | Stade Omar Bongo, Libreville Toeschouwers: 45.000 Scheidsrechter: Ian McLeod (RSA) |

|                       |              |       |       |                                                                                        |
| 11 januari 1997 16:30 | Sierra Leone | 1 – 0 | Gabon | National Stadium, Freetown Toeschouwers: 40.000 Scheidsrechter: Olufemi Olaniyan (NGR) |
| 11 januari 1997 16:30 | Kanu 46'     |       |       | National Stadium, Freetown Toeschouwers: 40.000 Scheidsrechter: Olufemi Olaniyan (NGR) |

|                       |                       |       |                      |                                                                                          |
| 12 januari 1997 14:45 | Ghana                 | 2 – 2 | Marokko              | Baba Yara Stadium, Kumasi Toeschouwers: 45.000 Scheidsrechter: Ali Mohamed Bujsaim (UAE) |
| 12 januari 1997 14:45 | Johnson 77' Moses 89' |       | Bassir 30' Hadji 70' | Baba Yara Stadium, Kumasi Toeschouwers: 45.000 Scheidsrechter: Ali Mohamed Bujsaim (UAE) |

|                    |              |       |                      |                                                                                          |
| 5 april 1997 16:30 | Sierra Leone | 1 – 1 | Ghana                | National Stadium, Freetown Toeschouwers: 30.000 Scheidsrechter: Lucien Bouchardeau (NIG) |
| 5 april 1997 16:30 | Conteh 87'   |       | A. Kamara 23' (e.d.) | National Stadium, Freetown Toeschouwers: 30.000 Scheidsrechter: Lucien Bouchardeau (NIG) |

|                    |       |                              |         |                                                                                         |
| 6 april 1997 16:00 | Gabon | 0 – 4                        | Marokko | Stade Omar Bongo, Libreville Toeschouwers: 40.000 Scheidsrechter: Charles Masembe (GAB) |
| 6 april 1997 16:00 |       | Bahja 2', 5' Bassir 44', 45' |         | Stade Omar Bongo, Libreville Toeschouwers: 40.000 Scheidsrechter: Charles Masembe (GAB) |

|                     |              |            |         |                                                                                    |
| 26 april 1997 16:30 | Sierra Leone | 0 – 1      | Marokko | National Stadium, Freetown Toeschouwers: 45.000 Scheidsrechter: Falla N'Doye (SEN) |
| 26 april 1997 16:30 |              | Bassir 40' |         | National Stadium, Freetown Toeschouwers: 45.000 Scheidsrechter: Falla N'Doye (SEN) |

|                     |                                   |       |       |                                                                                       |
| 27 april 1997 15:00 | Ghana                             | 3 – 0 | Gabon | Accra Sports Stadium, Accra Toeschouwers: 35.000 Scheidsrechter: Ahmed Shinnawi (EGY) |
| 27 april 1997 15:00 | Aboagye 42' Gargo 60', 64' (pen.) |       |       | Accra Sports Stadium, Accra Toeschouwers: 35.000 Scheidsrechter: Ahmed Shinnawi (EGY) |

|                   |            |       |       |                                                                                     |
| 8 juni 1997 20:00 | Marokko    | 1 – 0 | Ghana | Stade Mohamed V, Casablanca Toeschouwers: 80.000 Scheidsrechter: Sidi Magassa (MLI) |
| 8 juni 1997 20:00 | Raghib 67' |       |       | Stade Mohamed V, Casablanca Toeschouwers: 80.000 Scheidsrechter: Sidi Magassa (MLI) |

|                   |       |       |              |                                                                       |
| 8 juni 1997 16:00 | Gabon | X – X | Sierra Leone | Stade Omar Bongo, Libreville Scheidsrechter: Lucien Bouchardeau (NIG) |
| 8 juni 1997 16:00 |       |       |              | Stade Omar Bongo, Libreville Scheidsrechter: Lucien Bouchardeau (NIG) |

|                        |                             |       |       |                                                                                       |
| 16 augustus 1997 20:00 | Marokko                     | 2 – 0 | Gabon | Stade Mohamed V, Casablanca Toeschouwers: 25.000 Scheidsrechter: Hussein Moussa (EGY) |
| 16 augustus 1997 20:00 | Naybet 24' Bahja 40' (pen.) |       |       | Stade Mohamed V, Casablanca Toeschouwers: 25.000 Scheidsrechter: Hussein Moussa (EGY) |

|                        |       |                      |              |                                                                                             |
| 17 augustus 1997 15:00 | Ghana | 0 – 2                | Sierra Leone | Accra Sports Stadium, Accra Toeschouwers: 3.000 Scheidsrechter: Lazare Essimi Mbengue (CMR) |
| 17 augustus 1997 15:00 |       | Amidu 14' Kallon 47' |              | Accra Sports Stadium, Accra Toeschouwers: 3.000 Scheidsrechter: Lazare Essimi Mbengue (CMR) |